# Gente Guasta
I Gente Guasta sono un gruppo musicale hip hop italiano costituito dai rapper El Presidente e Polaroide.

## Storia del gruppo

### Anni novanta

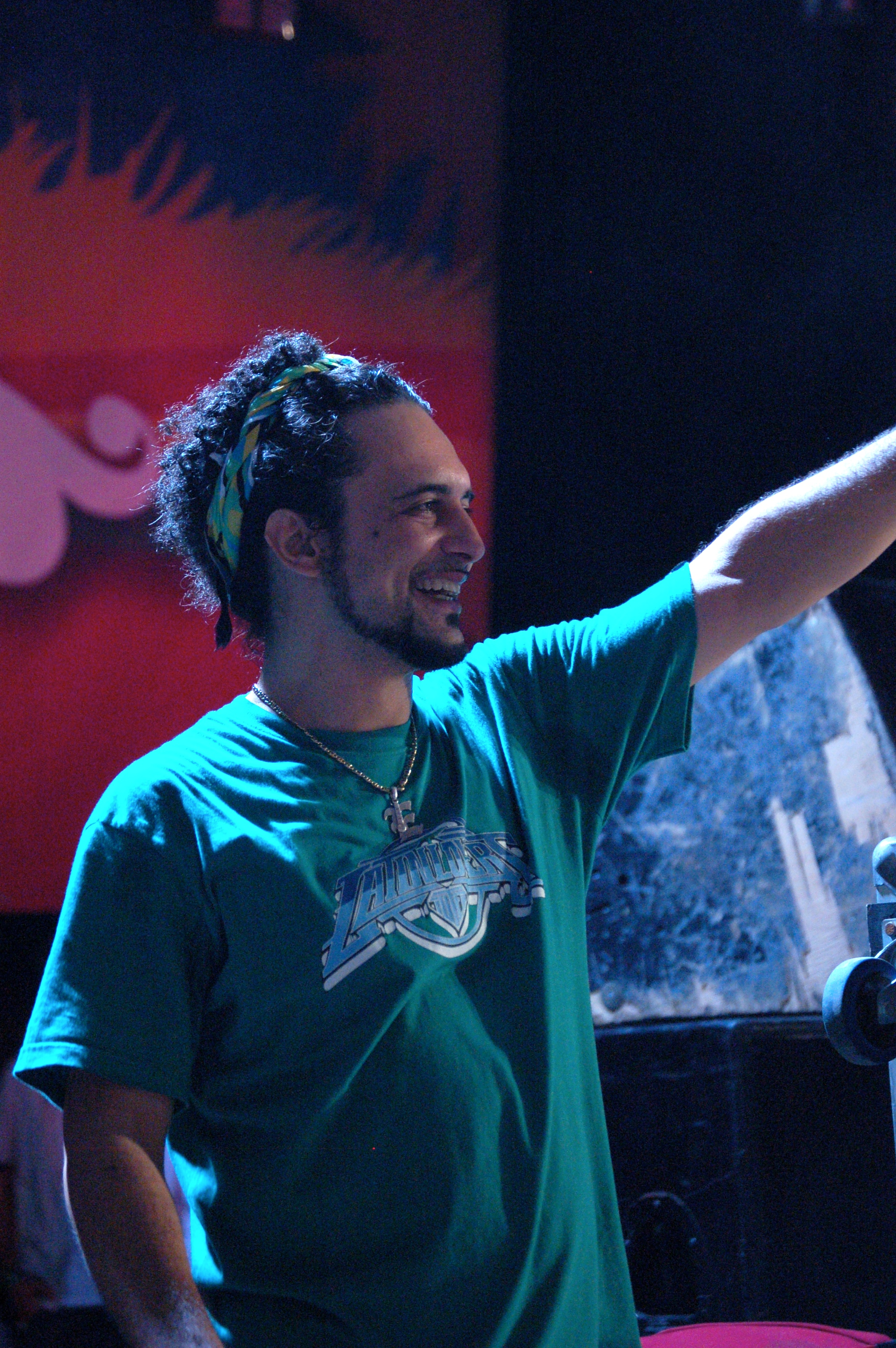
El Presidente nel 2008

Dopo aver militato dal 1992 al 1997 negli Otierre, i due MC Esa e Polare, che cambieranno i loro nomi d'arte in El Presidente (inizialmente Ill Presidente) e Polaroide (o Polaroid), tentano una diversificazione artistica costituendo il duo nel 1998.
A partire da quest'anno si hanno le prime collaborazioni a nome Gente Guasta: i due partecipano nella canzone In combutta, dall'album Anima e corpo degli ATPC e al brano European Attack - La Connessione dalla compilation European Attack EP.
Nel 1999 collaborano nel disco Acciaio dei Centro 13, nel brano E=mc2, sul primo demo del rapper milanese Lord Bean nella canzone Bombardamenti a tappeto e su un'altra compilation, Missione impossibile, con il brano I due emisferi (poi incluso nel loro primo album) in collaborazione con Thor, Koolzim e Zulu Sound System.

### Anni duemila
Dopo altre apparizioni in varie raccolte e mixtape, i due pubblicano il 13 aprile 2000 il loro primo album in studio, La grande truffa del rap (diventato un classico del genere), anticipato dal singolo Lotta armata, il cui video autoprodotto entrò in alta rotazione su MTV durante la trasmissione Yo! MTV Raps. L'album vanta varie collaborazioni di MC italiani come Uomini di Mare e Rome Zoo. Le collaborazioni con MC stranieri sono dovute all'affiliazione del duo nel 1996 alla Mixmen Connection (o La Connessione), collettivo che comprende artisti dell'Europa del Nord come Torch, Toni-L, Bou, Rival Capone, la CNN Crew di Bruxelles e l'Advanced Chemistry di Heidelberg.
Nello stesso anno partecipano all'album Z2000 di DJ Zeta nella traccia Ah sì, eh già 2000, insieme a Bassi Maestro e Davo, e al Dinamite Mixtape nella traccia 15 Uomini con Fabri Fibra e Nesli.
Il 21 settembre 2001 il duo dà alle stampe il secondo album, Qvinto potere, che come suggerito dal titolo si ispira al film omonimo. I temi portanti del disco sono la critica dei programmi televisivi "spazzatura" e dello strapotere dei media. Come nel precedente, anche questo disco può contare diverse collaborazioni con artisti della scena rap italiana, tra cui DJ Tayone, La Pina, DJ Double S e Tormento. Come di consueto, partecipano anche altri rapper stranieri tra cui Defi-J, Rival Capone e Toni-L. Per la promozione del disco è stato estratto il singolo Siamo messi bene/Programmati per uccidere (remix 2001).
Nel 2002 partecipano al disco Italian Super Groove, nella traccia Italian Super Groove Intro. Nello stesso anno la collaborazione volge al termine: Polaroide si dedica ad una carriera come architetto, allontanandosi temporaneamente dalle scene, mentre El Presidente rimane nel mondo della musica e si dedica a progetti solisti. Nel 2002 pubblica il suo primo album solista, Tutti gli uomini del presidente, in cui Polaroide collabora nella canzone 10000 esseri.

### Il ritorno
L'8 maggio 2012, con la pubblicazione del singolo Funk the System, il duo si riunisce e ritorna a comporre musica. Il 5 dicembre 2012 viene pubblicato il terzo album in studio Sintonizzati a nome OTR/Gente Guasta. La nuova formazione, oltre a Esa, Polare e DJ Vigor, include anche DJ Skizo, del collettivo Alien Army.
Nel 2013, in occasione dell'album solista di Esa Perle rare, gli Otierre si riuniscono nella canzone L'originale, dove sono presenti Polare e Vigor.
Nel 2016 viene annunciata la futura pubblicazione dell'album Musica d'azione, che uscirà però a nome Otierre.

## Discografia

### Album in studio
- 2000 – La grande truffa del rap
- 2001 – Qvinto potere
- 2012 – Sintonizzati (come OTR/Gente Guasta)

### Singoli
- 1999 – Lotta armata/L'originale trasmissione della rovina
- 2001 – Siamo messi bene/Programmati per uccidere (remix 2001)
- 2012 – Funk the system (come OTR/Gente Guasta)
- 2012 – Sintonizzati (come OTR/Gente Guasta)

### Apparizioni in raccolte
- 1998 – European Attack - La connessione da European Attack EP
- 1999 – I due emisferi da Missione impossibile
- 2002 – Italian Super Groove Intro da Italian Super Groove